# Andrea Bagioli
Andrea Bagioli (Sondrio, 23 marzo 1999) è un ciclista su strada italiano che corre per il team Lidl-Trek. È professionista dal 2020.

## Biografia
È fratello minore di Nicola Bagioli, anch'egli ciclista professionista. Ha ottenuto il diploma di perito meccanico ed intrapreso, senza concluderli, gli studi di ingegneria meccanica.
Da giovane ha praticato diversi sport, tra cui il nuoto e la corsa. In seguito si è specializzato nel ciclismo, con ottime prestazioni grazia alla sua resistenza e spunto veloce. La sua prima squadra è stata la Pedale Morbegnese.
Nel 2020 è divenuto professionista. Ai mondiali di Imola 2020 si è classificato 57º nella prova in linea.
Ai mondiali di Wollongong 2022 si è classificato 46º nella prova in linea.
Nel 2023 ha ottenuto il 39º posto ai mondiali di Glasgow 2023 nella prova in linea. È stato terzo alla Coppa Bernocchi, primo al Gran Piemonte e secondo al Giro di Lombardia, dietro allo sloveno Tadej Pogačar.

## Palmarès
- 2016 (C.C. Canturino 1902 Juniores, sette vittorie)[1]

Trofeo Cassa Rurale ed Artigiana di Cantù
Trofeo Città di Loano
Gran Premio OMVA
Trofeo GS Correzzana
Trofeo Bigio L'Oster (cronoscalata)
Trofeo Comune di Cogollo del Cengio
Memorial Flavio Arnaboldi
- 2017 (C.C. Canturino 1902 Juniores, otto vittorie)[2]

Coppa Città di Cantù
Giro della Castellania
Trofeo Da Moreno
Brescia-Montemagno
Trofeo Graziella e Francesco Pistolesi
Treviglio-Bracca
Sandrigo-Monte Corno
Olgiate-Ghisallo
- 2018 (Team Colpack, due vittorie)[4]

3ª tappa Toscana Terra di Ciclismo Eroica (Marciano della Chiana > Buonconvento)
Classifica generale Toscana Terra di Ciclismo Eroica
- 2019 (Team Colpack, nove vittorie)[5]

Trofeo Città di San Vendemiano
Coppa Cicogna
Gran Premio Città di Empoli
2ª tappa Ronde de l'Isard d'Ariège (Salies-du-Salat > Castillon-en-Couserans)
3ª tappa Ronde de l'Isard d'Ariège (Mirepoix > Quérigut)
Classifica generale Ronde de l'Isard d'Ariège
5ª tappa Giro della Valle d'Aosta (Valtournenche > Breuil-Cervinia)
Trofeo GS Gavardo
Piccolo Giro di Lombardia
- 2020 (Deceuninck-Quick Step, due vittorie)

1ª tappa Tour de l'Ain (Montréal-la-Cluse > Ceyzériat)
2ª tappa Settimana Internazionale di Coppi e Bartali (Riccione > Sogliano al Rubicone)
- 2021 (Deceuninck-Quick Step, una vittoria)

Drôme Classic
- 2022 (Quick Step-Alpha Vinyl Team, una vittoria)

7ª tappa Volta Ciclista a Catalunya (Barcellona > Barcellona)
- 2023 (Soudal-Quick Step, tre vittorie)

5ª tappa Giro di Vallonia (Banneux > Aubel)
3ª tappa Okolo Slovenska (Ružomberok > Martin)
Gran Piemonte

### Altri successi
- 2018 (Team Colpack)

Classifica a punti Toscana Terra di Ciclismo Eroica
Classifica giovani Toscana Terra di Ciclismo Eroica
- 2019 (Team Colpack)

Classifica giovani Ronde de l'Isard d'Ariège
- 2020 (Deceuninck-Quick Step)

1ª tappa, 2ª semitappa Settimana Internazionale di Coppi e Bartali (Gatteo a Mare > Gatteo, cronosquadre)
Classifica giovani Ciclismo Cup
- 2021 (Deceuninck-Quick Step)

Classifica giovani Tour de l'Ain

## Piazzamenti

### Grandi Giri
- Giro d'Italia

2024: 65º
- Tour de France

2022: 97º
- Vuelta a España

2020: ritirato (16ª tappa)
2021: 90º
2023: ritirato (6ª tappa)

### Classiche monumento
- Milano-Sanremo

2022: 60º
2025: 119º
- Liegi-Bastogne-Liegi

2020: ritirato
2023: ritirato
2024: ritirato
2025: 6º
- Giro di Lombardia

2020: ritirato
2021: 70º
2022: ritirato
2023: 2°

### Competizioni mondiali
- Campionati del mondo

Innsbruck 2018 - In linea Under-23: 24º
Imola 2020 - In linea Elite: 57º
Fiandre 2021 - In linea Elite: ritirato
Wollongong 2022 - In linea Elite: 46°
Glasgow 2023 - In linea Elite: 39°

### Competizioni europee
- Campionati europei

Plumelec 2016 - In linea Junioir: 47º
Trento 2021 - In linea Elite: ritirato

## Riconoscimenti
- Oscar TuttoBici - categoria Under 23 nel 2018[6]
- Memorial Gastone Nencini nel 2020[7]